# Comuna de Lidzbark Warmiński
Lidzbark Warmiński (polaco: Gmina Lidzbark Warmiński) é uma gminy (comuna) na Polónia, na voivodia de Vármia-Masúria e no condado de Lidzbarski. A sede do condado é a cidade de Lidzbark Warmiński.
De acordo com os censos de 2004, a comuna tem 6746 habitantes, com uma densidade 18,2 hab/km².

## Área
Estende-se por uma área de 371,01 km², incluindo:
- área agricola: 56%
- área florestal: 28%

## Demografia
Dados de 30 de Junho 2004:
|                      | Total   | Total | Mulheres | Mulheres | Homens  | Homens |
| -------------------- | ------- | ----- | -------- | -------- | ------- | ------ |
|                      | pessoas | %     | pessoas  | %        | pessoas | %      |
| População            | 6746    | 100   | 3319     | 49,2     | 3427    | 50,8   |
| Densidade (pop./km²) | 18,2    | 100   | 8,9      | 8,9      | 9,2     | 9,2    |

De acordo com dados de 2002, o rendimento médio per capita ascendia a 1301,98 zł.

## Comunas vizinhas
- Bartoszyce, Dobre Miasto, Górowo Iławeckie, Jeziorany, Kiwity, Lidzbark Warmiński, Lubomino, Orneta, Pieniężno